# Nazionale maschile di calcio della Libia
La nazionale di calcio della Libia (in arabo:  منتخب ليبيا لكرة القدم) è la rappresentativa calcistica della Libia nazione ed è posta sotto l'egida della Libyan Football Federation, fondata nel 1962.
Non è mai riuscita a qualificarsi per la fase finale della Coppa del mondo. La selezione vanta tre partecipazioni alla fase finale della Coppa d'Africa, dove raggiunse il secondo posto nel 1982 (battuta dal Ghana), nonché la vittoria nel Campionato delle Nazioni Africane del 2014 (ottenuta battendo proprio il Ghana). La nazionale libica vanta inoltre una finale di Coppa araba, dove fu battuta nel 2012 dal Marocco.
Nella graduatoria FIFA in vigore da agosto 1993 il miglior posizionamento raggiunto dalla Libia è il 36º posto del settembre 2012, mentre il peggiore è il 187º posto del luglio 1997; al dicembre 2021 occupa il 117º posto della graduatoria.

## Storia

### Esordi (1920-1962)
Il calcio arrivò in Libia negli anni '20 del XX secolo, durante la colonizzazione italiana, ma i primi club nacquero ufficialmente solo negli anni '40.
Dopo l'indipendenza del paese, proclamata il 24 dicembre 1951, fu composta una selezione libica per prendere parte ai Giochi panarabi del 1953, disputati in Egitto da sei nazionali. Sotto la guida del selezionatore Massoud Zantouny la Libia, inserita nel girone A con Egitto e Palestina, esordì ufficialmente il 29 luglio 1953 ad Alessandria d'Egitto con una sconfitta per 10-2 contro gli egiziani, sconfitta più larga nella storia della nazionale. Il primo gol nella storia della nazionale libica lo segnò Ali Zantouni, mentre l'altro gol libico fu di Mohammed Al-Houni su calcio di rigore. Il 1º agosto 1953 la Libia batté la Palestina per 5-2 sempre ad Alessandria e il 9 agosto la Giordania per 3-2 nella finale per il terzo posto, ottenendo così la medaglia di bronzo.
Ai Giochi panarabi del 1957 in Libano, inserita nel gruppo con Tunisia, Marocco e Iraq, la Libia allenata da Salim Faraj Balteb totalizzò tre sconfitte: 4-3 contro la Tunisia, 5-1 contro il Marocco e 3-1 contro l'Iraq. Nel 1959 in amichevole contro il Marocco e la Tunisia ottenne due sconfitte (3-1 contro i marocchini e 4-0 contro i tunisini), mentre nel 1961 affrontò la squadra del Fronte di Liberazione Nazionale algerino, da cui fu battuta per 7-0 nella prima partita giocata in casa.
Ai Giochi panarabi del 1961, a Casablanca, guidata dall'inglese James Benjeham concluse il girone da sei al terzo posto ottenendo la medaglia di bronzo, con un bilancio di due vittorie (5-1 all'Arabia Saudita e 3-2 al Libano), un pari (0-0 contro il Kuwait) e due sconfitte (6-2 contro il Marocco e 2-1 contro l'Egitto).
Dall'ottobre 1961 all'ottobre 1963 fu allenata dall'inglese Billy Elliott, durante la cui gestione giocò solo due partite amichevoli.

### Fondazione della federcalcio e primi tentativi di qualificazione (1962-1981)
Dopo la fondazione della federcalcio locale nel 1962 e la sua affiliazione alla FIFA due anni più tardi, la Libia prese parte alla Coppa araba 1964 in Kuwait. Guidata dallo jugoslavo Vojin Božović, succeduto a Billy Elliott, affrontò Libano, Iraq, Kuwait e Giordania. Batté la Giordania per 5-2 e pareggiò senza reti con il Kuwait padrone di casa e per 1-1 contro gli iracheni, che così si aggiudicarono il trofeo a scapito dei libici, che erano obbligati a vincere per ottenere il primo posto.
Nel 1965 la federcalcio libica si affiliò alla Confédération Africaine de Football (CAF).
Ai Giochi panarabi del 1965 in Egitto la Libia sconfisse per 16-0 lo Yemen del Sud e per 15-1 l'Oman e fu sconfitta per 4-2 dal Sudan e 6-3 dalla Siria, concludendo il suo girone al secondo posto. Sconfitta in semifinale dalla Rep. Araba Unita per 8-1, ottenne il terzo posto superando per 4-2 la Palestina.
Ai Giochi panarabi del 1966 batté per 4-0 il Marocco, mentre alla Coppa araba 1966, il 1º aprile 1966, ottenne la più larga vittoria della propria storia, un 21-0 contro l'Oman. A segnare furono Ahmed Ben Soueid, autore di ben 9 reti, Ali Al-Baski (7 gol), Mahmoud Al-Jahani (4) e Mahmoud Zand (un gol). A due pareggi contro Palestina e Siria seguì la vittoria per 13-0 contro lo Yemen del Nord. Essendosi l'Oman ritirato dal match dopo 80 minuti e quindi dal torneo, la vittoria libica contro l'Oman non fu conteggiata e il primo posto nel girone andò alla Siria. Piazzatasi seconda nel girone, la Libia si qualificò comunque per le semifinali dell'ottobre 1966, dove fu sconfitta per 3-1 dall'Iraq. La squadra ottenne comunque il terzo posto battendo il Libano per 6-1 nella finale di consolazione.
Nell'agosto 1966 la Libia aveva esordito contro una nazionale europea, la Lituania, pareggiando per 0-0 in amichevole in Lituania. Nel 1967 i libici allenati dall'algerino Mokhtar Arribi affrontarono la Grecia, che ad Atene, di fronte a seimila spettatori, li batté per 4-0.
L'esordio della Libia in Coppa d'Africa risale alle eliminatorie dell'edizione del 1968, in cui fu eliminata dall'Egitto, che prevalse nel turno preliminare tra andata e ritorno.
Ai Giochi del Mediterraneo del 1967 la Libia ottenne un pari e tre sconfitte nel girone (3-0 contro la Tunisia, 1-0 contro la Turchia e 1-1 contro la Spagna).
Nelle eliminatorie delle Olimpiadi del 1968 la Libia eliminò il Nigeria e fu eliminata dall'Algeria dopo due sfide combattute.
Nel 1969 la Libia debuttò nelle qualificazioni alla Coppa del mondo, in vista di Messico 1970. Sorteggiata contro l'Etiopia, organizzatrice e semifinalista della Coppa d'Africa 1967, la batté per 2-1 in Libia, ma perse per 5-1 in trasferta.
Il 1º settembre 1969 la monarchia libica fu rovesciata dopo un colpo di Stato perpetrato da ufficiali dell'esercito libico capeggiati da Muʿammar Gheddafi, che instaurò la Repubblica araba di Libia in sostituzione del Regno di Libia.
Nel gennaio 1970 la Libia perse per 1-0 contro il Sudan. Nel 1971, sotto la guida dell'inglese George Ainsley, fu eliminata al primo turno delle qualificazioni alla Coppa d'Africa 1972 dalla Repubblica Araba Unita.
Non iscrittasi alle eliminatorie della Coppa d'Africa 1974 né a quelle del campionato del mondo 1974, nel 1974, sotto la guida di Mohammed El-Khamisi, fu eliminata dalla Tunisia ai tiri di rigore al primo turno delle eliminatorie della Coppa d'Africa 1976. Nel 1975 fu il Marocco a spegnere i sogni di gloria libici nel turno eliminatorio delle Olimpiadi del 1976.
La Libia uscì al primo turno contro gli algerini anche nelle eliminatorie del campionato del mondo 1978 (1-0 per gli algerini all'andata e 0-0 al ritorno). Nelle qualificazioni alla Coppa d'Africa 1978 la Libia fu opposta alla quotata Guinea, finalista perdente della Coppa d'Africa 1976 contro il Marocco. L'andata, il 18 settembre 1977, terminò con una vittoria per 3-0 dei guineani, che si imposero anche nella sfida di ritorno, con il risultati di 2-0.
La squadra partecipò poi ai Giochi panafricani del 1978, dove vinse solo contro il Malawi e perse contro Algeria ed Egitto.
L'inglese Ron Bradley guidò la Libia nelle qualificazioni delle Olimpiadi del 1980, dove i verdi eliminarono al primo turno la Tunisia  (1-0 per i tunisini all'andata in Tunisia e 3-0 per i libici al ritorno in Libia) e furono ammessi direttamente al terzo turno, ma si rifiutarono di giocare contro l'Algeria e furono squalificati. Sconfitta per 5-0 dalla Polonia per 5-0 il 19 agosto 1979 in amichevole a Słupsk, la squadra di Bradley superò il primo turno delle qualificazioni alla Coppa d'Africa 1980, ma fu fermata al secondo turno dall'Algeria.
Nel 1980 subentrò sulla panchina libica Mohammed El-Khamisi, sotto la cui guida la Libia, nelle eliminatorie del campionato del mondo 1982, superò il Gambia (2-1 in casa e 0-0 in trasferta), ma per motivi politici legati al conflitto libico-egiziano si rifiutò di disputare il secondo turno contro l'Egitto e fu dunque squalificata.

### Finale di Coppa d'Africa e mancate qualificazioni mondiali (1981-1987)
La Libia ospitò poi la Coppa d'Africa 1982, a cui non prese parte l'Egitto, ancora scosso dall'assassinio del presidente Anwar al-Sadat e rimpiazzato dalla Tunisia. Nella fase a gironi i libici padroni di casa se la videro con Camerun, Tunisia e Ghana. Proprio quest'ultima nazionale costrinse i libici al pareggio (2-2) con una rete allo scadere del match di apertura del torneo. Successivamente la vittoria contro la Tunisia (2-0) ed il pareggio a reti bianche contro il Camerun portarono la Libia al primo posto del girone. In semifinale i verdi si confermarono la rivelazione del torneo battendo lo Zambia per 2-1 grazie alla doppietta di Beshari. In finale la Libia affrontò di nuovo il Ghana ed anche in questa occasione arrivò il pareggio, stavolta per 1-1. Ai tiri di rigore si imposero per 7-6 i ghanesi, che si aggiudicarono così il loro terzo titolo. La finale fu caratterizzata dai disordini dei tifosi locali, che lanciarono petardi per tutta la durata dell'incontro e alla fine della partita invasero il campo.
La Libia mancò poi la qualificazione alla fase finale della Coppa d'Africa del 1984 e del 1986.
I verdi andarono molto vicini all'obiettivo di qualificarsi per il mondiale di Messico 1986: superato l'ostacolo Niger, prevalsero nella doppia sfida contro il Sudan con un punteggio totale di 4-0, mentre il turno successivo vide i libici battere il Ghana 2-0 nell'arco di 180 minuti. A questo punto rimaneva da eliminare solo il Marocco, ma la Libia rimediò un pesante 3-0 il 6 ottobre 1985 allo Stadio Moulay Abdallah di Rabat e non bastò l'1-0 ottenuto il 18 ottobre 1985 allo Stadio 28 marzo di Bengasi per rovesciare le sorti della qualificazione.

### Embargo e squalifica internazionale (1988-1998)
A causa dell'embargo imposto dal 1992 al 1999 alla Gran Giamahiria Araba Libica Popolare Socialista dai paesi dell'occidente e a causa delle sanzioni dell'ONU, la nazionale libica fu poi bandita dalle competizioni internazionali, saltando così 6 edizioni della Coppa d'Africa e 3 edizioni del campionato del mondo.
Guidata dal rientrante Mohammed El-Khamisi, tornò sulla scena internazionale in vista delle qualificazioni al campionato del mondo 1990, dove eliminò il Burkina Faso, ma poi, sorteggiata nel girone con Algeria, Costa d'Avorio e Zimbabwe, si ritirò. In seguito fu allenata dall'ex nazionale libico Ahmed Ben Soueid.
Già alla guida tecnica della Libia dal 1984 al 1986, Hashimi El-Bahlul vi tornò nel 1991 e vi rimase sei anni, per quasi tutta la durata dell'embargo. Sotto la sua gestione i libici giocarono solo incontri amichevoli nel 1991 e nel 1992. Dopo oltre 5 anni di inattività della nazionale, El-Bahlul fu sostituito nel 1997 dal rumeno Ion Moldovan in vista dei Giochi panarabi del 1997, che si tennero a Beirut. La Libia fu eliminata al primo turno da terza classificata nel suo gruppo, dopo due pareggi e una sconfitta. Nel settembre 1997 la squadra partecipò ad un torneo amichevole in cui ottenne due vittorie e un pari.

### Ritorno alle competizioni ufficiali (1998-2011)
La Libia tornò a disputare match ufficiali nel luglio 1998, giocando le qualificazioni alla Coppa d'Africa 2000. Fu eliminata al primo turno dall'Algeria dopo due sconfitte (2-0 in Libia e 3-0 in Algeria).
Nella Coppa araba 1998 la Libia tornata nel torneo dopo ventidue anni di assenza, subì due sconfitte consecutive e fu eliminata.
Partecipò poi ai Giochi panarabi del 1999 disputati in Giordania, allenata dall'italiano Eugenio Bersellini: dopo cinque match senza sconfitte (di cui tre vinti), la Libia arrivò in semifinale, dove fu eliminata dall'Iraq; chiuse poi l'edizione al terzo posto.
Superata la doppia sfida delle eliminatorie del campionato del mondo 2002 contro il Mali (successo per 3-0 in casa e sconfitta per 3-1 in trasferta), la Libia fu eliminata nella fase a gironi, dove fu sorteggiata nel girone del Camerun. In otto incontri raccolse sei sconfitte e due pareggi.
I libici tentarono dunque di qualificarsi alla Coppa d'Africa 2002. Sconfitti per 3-1 dal Ciad in trasferta, in casa vinsero per 3-1 portando la sfida ai supplementari, per poi vincere ai rigori. Inserita in un difficile girone con Sudan, Egitto e Costa d'Avorio, la Libia uscì dopo essere giunta terza (due vittorie e quattro sconfitte).
Al timone della Libia giunse nel gennaio 2002 l'italiano Francesco Scoglio, che fu avvicendato nel 2003 dal croato Ilija Lončarević nelle eliminatorie della Coppa d'Africa 2004. Nel gruppo 9 di qualificazione la Libia giunse seconda, un punto dietro la capolista RD del Congo, e fallì l'obiettivo.
Nelle qualificazioni ai mondiale di calcio 2006 la Libia superò agevolmente il primo turno contro il modesto São Tomé e Príncipe, ma il sorteggio successivo mise di fronte ai verdi le forti nazionali di Egitto, Camerun e Costa d'Avorio. Il quarto posto finale nel girone (ottenuto mettendosi dietro Sudan e Benin) fu comunque utile per disputare la Coppa d'Africa 2006.
Il quarto posto nel girone di qualificazione a Germania 2006 permise, dunque, alla Libia di disputare per la seconda volta nella storia la competizione calcistica più importante del continente africano, a ventiquattro anni di distanza dall'ultima partecipazione alla fase finale del torneo. Inseriti in un difficile girone della Coppa d'Africa 2006 comprendente Egitto, Costa d'Avorio e Marocco, i libici, allenati dal rientrante Ilija Lončarević, furono sconfitti per 3-0 dall'Egitto padrone di casa allo Stadio Internazionale del Cairo nella prima partita della manifestazione. Sconfitti per 2-1 anche dalla Costa d'Avorio, i verdi raccolsero solo un punto in tre partite, frutto del pareggio senza reti nell'ultimo incontro con il Marocco.
In questo periodo fu centrocampista e capitano della Libia Saadi Gheddafi, figlio di Muʿammar.
Alla fine del 2006 l'egiziano Mohsen Salah successe dunque ad Ilija Lončarević per guidare la squadra nelle eliminatorie della Coppa d'Africa 2008. Malgrado il girone abbordabile (unica avversaria di rilievo il RD del Congo), la squadra non riuscì a qualificarsi, a causa delle sconfitte subite ad Addis Abeba e Windhoek contro Etiopia e Namibia. L'11 luglio 2007 assunse la guida della Libia il tunisino Faouzi Benzarti, che guidò la squadra nell'ultimo match del girone (1-1 contro la RD del Congo a Kinshasa).
Benzarti iniziò le eliminatorie CAF del campionato del mondo 2010, andando vicino alla qualificazione al terzo turno: l'eliminazione, nel girone con Gabon, Lesotho e Ghana, giunse per una sfavorevole differenza reti, dopo l'ultima partita persa in Gabon.
Nel campionato delle nazioni africane 2009 la Libia superò Egitto, Tunisia e Marocco, ma perse contro la Rep. Democratica del Congo e pareggiò con Ghana e Zimbabwe, finendo ultima nel girone. Il CT tunisino fu dunque esonerato e sostituito con il croato Branko Smiljanić, insediatosi il 13 dicembre seguente. Nel luglio 2010 il brasiliano Marcos Paquetá sostituì Smiljanić con contratto quadriennale.

### Dopo la Rivoluzione libica (2011-oggi)
Il 3 settembre 2011 la Libia tornò in campo per il primo match di qualificazione alla Coppa d'Africa 2012, vinto per 1-0 contro il Mozambico. In occasione del match, disputato sul campo neutro de Il Cairo, la nazionale libica scese in campo per la prima volta con una nuova divisa, bianca, con su disegnata la nuova bandiera provvisoria del paese, scelta dagli insorti contro il regime dittatoriale di Gheddafi ed approvata dal Consiglio nazionale di transizione.
Risultando la migliore delle seconde classificate dei gironi di qualificazione alla Coppa d'Africa 2012, la Libia si qualificò nuovamente per la fase finale del torneo. Concluse il girone di prima fase con quattro punti e fu eliminata, al terzo posto dietro Zambia e Guinea Equatoriale e davanti al Senegal, con un bilancio di una sconfitta (1-0 contro la Guinea Equatoriale), un pari (2-2 contro lo Zambia) e una vittoria (2-1 contro il Senegal).
Nelle eliminatorie della Coppa d'Africa 2013 la Libia fu eliminata dall'Algeria.
Nell'ottobre 2013 il ruolo di CT passò allo spagnolo Javier Clemente, che rimase alla guida della nazionale per tre anni ottenendo, il 1º febbraio 2014, la vittoria del campionato delle nazioni africane 2014 in Sudafrica (4-3 ai tiri di rigore dopo lo 0-0 dei 120 minuti nella finale contro il Ghana). La Libia uscì al primo turno delle qualificazioni alla Coppa d'Africa 2015, eliminato nel maggio 2014 dal Ruanda.
Seguì la gestione di Jalal Damja (2016-2017), durante la quale la Libia fallì la qualificazione alla Coppa d'Africa 2017, piazzandosi terza nel proprio girone eliminatorio con 2 vittorie, un pareggio e 3 sconfitte.
La panchina passò nel maggio 2018 all'algerino Adel Amrouche, sotto la cui guida la Libia ottenne il quarto posto al campionato delle nazioni africane 2018 e un pari sul campo del Sudafrica (0-0) nella seconda giornata del girone di qualificazione alla Coppa d'Africa 2019 (alla prima giornata, nel giugno 2017, aveva sconfitto per 5-1 le Seychelles). La Libia è obbligata a giocare tutte le partite interne all'estero (spesso al Cairo) per ragioni di sicurezza.
Amrouche si dimise nell'ottobre 2018 per il mancato pagamento dello stipendio da parte della federazione e fu sostituito da Omar Al-Marime, in panchina nelle due partite perse (4-0 fuori casa e 2-3 in casa) con la Nigeria. Il 23 ottobre fu nominato CT Fawzi Al-Issawi, che non riuscì a qualificare la nazionale alla Coppa d'Africa 2019.
Nel luglio 2019 la panchina fu affidata al rientrante Jalal Damja, che si dimise nell'ottobre seguente dopo l'eliminazione nel turno di qualificazione al campionato delle nazioni africane 2020 contro la Tunisia. Gli successe il rientrante Faouzi Benzarti, di nuovo alla guida della Libia dopo oltre dieci anni. Nel settembre 2020 a Benzarti subentrò il suo vice, Ali El Margini, rimasto in carica per tre partite, risoltesi in altrettante sconfitte. Avvenne dunque un altro avvicendamento in panchina, con l'arrivo, nel dicembre 2020, di Zoran Filipović, sotto la cui gestione la squadra fu eliminata dal campionato delle nazioni africane 2020, dopo un pareggio e due sconfitte. A causa di due altri rovesci subiti in due incontri di qualificazione alla Coppa d'Africa 2021, nel maggio 2021 il CT montenegrino fu esonerato e sostituito con il rientrante Javier Clemente,, che non riuscì a qualificare la squadra al campionato del mondo 2022, guidandola al terzo posto nel girone eliminatorio, a pari punti con il Gabon secondo e a sette dall'Egitto capolista.

## Commissari tecnici
- Massoud Zantouny (1953)
- Salim Faraj Balteb (1957-1960)
- James Benjeham (1961)
- Billy Elliott (1961-1963)
- Vojin Božović (1964-1965)
- George Skinner (1965-1966)
- Mokhtar Arribi (1966-1967)
- Keith Spurgeon (1967-1968)
- Ali Zantouny (1968-1969)
- Milan Selbetishi (1969-1970)
- George Ainsley (1970-1971)
- Nicolae Oaidă (1971-1972)
- Hassan Al-Amer (1972)
- Titus Ozon (1972-1974)
- Mohammed El-Khamisi (1974-1975)
- Abed Ali Al-Aqili (1975-1976)
- Mohammed El-Khamisi (1976-1977)
- Ali Al-Zaqori (1977-1978)
- Ron Bradley (1978-1980)
- Mohammed El-Khamisi (1980-1982)
- Béla Gutal (1982)
- Cicerone Manolache (1983-1984)[17]
- Mohammed El-Khamisi (1984)
- Hashimi El-Bahlul (1984-1986)
- Mohammed El-Khamisi (1988-1989)
- Ahmed Ben Soueid (1989)
- Hashimi El-Bahlul (1991-1997)
- Ion Moldovan (1998)
- Danny McLennan (1998)
- Eugenio Bersellini (1999-2001)
- Carlos Bilardo (2001)
- Miguel Ángel Lemme (2001)
- Franco Scoglio (2002)
- Ilija Lončarević (2003-2004)
- Mohammed El-Khamisi (2004-2005)
- Ilija Lončarević (2005-2006)
- Mohsen Saleh (2006)
- Abou Bakr Bani (2006-2007)
- Faouzi Benzarti (2007-2009)
- Branko Ivanković (2009-2010)
- Marcos Paquetá (2010-2012)
- Abdul-Hafeedh Arbeesh (2012-2013)
- Javier Clemente (2013-2016)
- Jalal Damja (2016-2017)
- Adel Amrouche (2018)
- Omar Al-Marime (2018)
- Fawzi Al-Issawi (2019)
- Jalal Damja (2019)
- Faouzi Benzarti (2019-2020)
- Ali El Margini (2020)
- Zoran Filipović (2020-2021)
- Javier Clemente (2021-2022)
- Ramon Catala (2022)
- Corentin Martins (2022-2023)[18]
- Hamdi Bataw (2023)
- Salim Al-Jalali (2023)
- Milutin Sredojević (2023-2024)
- Nasser Al-Hadhiri (2024-2025)
- Aliou Cissé (2025-)

## Palmarès
- Campionato delle Nazioni Africane: 1

Sudafrica 2014

## Partecipazioni ai tornei internazionali
Legenda: Grassetto: Risultato migliore, Corsivo: Mancate partecipazioni

- 1963 - Non partecipante
- 1964 - Secondo posto
- 1966 - Terzo posto
- 1982 - Annullata
- 1985 - Non partecipante
- 1988 - Non partecipante
- 1992 - Non partecipante
- 1998 - Primo turno
- 2002 - Non partecipante
- 2009 - Annullata
- 2012 - Secondo posto
- 2021 - Non qualificata

## Divise
Durante la dittatura di Muʿammar Gheddafi la Nazionale libica ha adottato una divisa interamente verde, tradizionale colore dell'Islam e simbolo della cosiddetta Rivoluzione verde che portò Gheddafi al potere nel 1969.
Il 3 settembre 2011, in occasione della partita Libia-Mozambico (1-0), disputata sul campo neutro de Il Cairo e valida per le qualificazioni alla Coppa delle nazioni africane 2012, la Nazionale libica è scesa in campo per la prima volta con una nuova divisa, bianca con disegnata sopra la nuova bandiera provvisoria del paese, scelta dagli insorti contro il regime dittatoriale di Gheddafi ed approvata dal Consiglio nazionale di transizione.

## Rivalità
La Libia vive delle rivalità con Algeria, Marocco, Egitto e Tunisia.
L'8 ottobre 2004 la Libia ottenne una vittoria per 2-1 contro l'Egitto in una partita di qualificazione al campionato del mondo 2006. Gli egiziani non sono mai riusciti a vincere in terra libica contro la Libia. Ai Giochi panarabi del 2007 la rivalità tra le due nazionali si riaccese (0-0 il finale); l'Egitto vinse il torneo prevalendo per la differenza reti proprio a spese dei libici.
Nella Coppa d'Africa 2006 la Libia pareggiò a reti bianche con il Marocco, mentre nel 2009 prevalse per 4-3 tra andata e ritorno sui marocchini in un match del Campionato delle Nazioni Africane 2009. Negli anni '80 le due compagini diedero vita a sfide avvincenti. A metà di quel decennio la Libia, all'epoca una delle migliori nazionali del continente, sfiorò la qualificazione a Messico 1986 perdendo proprio il play-off contro il Marocco, che vinse per 3-0 in casa dopo l'1-0 per i libici a Bengasi, accedendo così alla fase finale del mondiale.

## Stadio

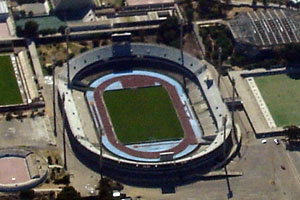
Lo stadio 11 giugno di Tripoli.

La nazionale libica gioca le proprie partite interne stadio 11 giugno di Tripoli, che trae il nome dalla data del ritiro delle forze armate statunitensi dalla Libia (11 giugno 1970) e ha una capienza di 65 000 spettatori. Lo stadio ha ospitato vari incontri della fase finale della Coppa d'Africa 1982, svoltasi in Libia, insieme allo stadio 28 marzo di Bengasi, oltre che la Supercoppa italiana 2002.

## Tutte le rose

### Coppa d'Africa
Coppa d'Africa 19821 Al-Kouafi, 2 Al-Ajeli, 3 Al-Beshari, 4 Al-Kharef, 5 Sola, 6 Omar, 7 Al-Barasi, 8 A. F. Al-Farjani, 9 Jaranah, 10 Al-Issawi, 11 Al-Maghribi, 12 Ben-Suleiman, 13 Al-Teer, 14 Zeiyu, 15 Majdoub, 16 Al-Jehani, 17 Ghonaïm, 18 A. R. Al-Farjani, 19 Al-Rayani, 20 Ben Brahim, 21 Shanqab, 22 Al-Hadi, CT: Gotl
Coppa d'Africa 20061 Aboud, 2 Osman, 3 Shushan, 4 Daoud, 5 Al Shibani, 6 Al Ramli, 7 Muntasser, 8 Mohamed, 9 Zuway, 10 Saad, 11 Al Masli, 12 de Agustini, 13 Blal, 14 El Taib, 15 Kara, 16 Al Tarhouni, 17 Saftar, 18 Al Hamadi, 19 Khamis, 20 Al Rewani, 21 Ghazalla, 22 Belkher, 23 Slil, CT: Lončarević
Coppa d'Africa 20121 Aboud, 2 Al Laafi, 3 Belraysh, 4 Al Alwany, 5 Al Shibani, 6 Esnany, 7 Chtiba, 8 Sharif, 9 Al Ghanodi, 10 Saad, 11 Al Maghrabi, 12 Mousa, 13 El Monir, 14 Salama, 15 Mabrouk, 16 Al Abaidy, 17 Walid Mhadeb, 18 Al Badri, 19 Zuway, 20 Boussefi, 21 Ben Amer, 22 Nashnoush, 23 Djamal, CT: Paquetá

## Rosa attuale
Lista dei giocatori convocati per la sfida contro la Tanzania del 28 marzo 2021, valevole per le qualificazioni alla Coppa d'Africa 2021.
Presenze, reti e numerazione aggiornate al 28 marzo 2021
| 12 | P | Murad Al-Wuheeshi  | 28 febbraio 1997 | 2  | 0  | Al-Ahly Bengasi    |  |  |
| 1  | P | Muad Allafi        | 15 maggio 2000   | 0  | 0  | Al-Ittihad         |  |  |
| 22 | P | Redwan Tawfiq      | 10 ottobre 1997  | 0  | 0  | Al-Akhdar          |  |  |
|    |   |                    |                  |    |    |                    |  |  |
| 3  | D | Motasem Sabbou     | 20 agosto 1993   | 51 | 2  | Monastirienne      |  |  |
| 6  | D | Mohamed Al-Tarhuni | 10 luglio 1991   | 24 | 1  | Smouha             |  |  |
| 23 | D | Ahmed Al-Maghasi   | 10 febbraio 1993 | 24 | 1  | Stade Tunisien     |  |  |
| 2  | D | Rabea Al Laafi     | 24 luglio 1991   | 24 | 0  | Al-Nasr Bengasi    |  |  |
| 24 | D | Salah Fakroun      | 8 febbraio 1999  | 6  | 0  | Al-Nasr Bengasi    |  |  |
| 5  | D | Mansour Makkari    | 19 ottobre 1992  | 3  | 0  | Al-Ahly Bengasi    |  |  |
| 15 | D | Sadam El-Werfelli  | 27 gennaio 1996  | 1  | 0  | Al-Nasr Bengasi    |  |  |
|    |   |                    |                  |    |    |                    |  |  |
| 18 | C | Faisal Al Badri    | 4 giugno 1990    | 53 | 10 | Al-Hilal           |  |  |
| 4  | C | Ali Elmusrati      | 6 aprile 1996    | 38 | 2  | Braga              |  |  |
| 10 | C | Salem Ablo         | 20 aprile 1991   | 23 | 2  | Al-Madina          |  |  |
| 7  | C | Mohammed Soulah    | 29 giugno 1993   | 17 | 0  | Sfax               |  |  |
| 21 | C | Rabia Al-Shadi     | 6 marzo 1994     | 13 | 1  | Al-Ittihad         |  |  |
| 14 | C | Shamikh Al-Obaidi  | 27 giugno 1994   | 5  | 0  | Al-Ahly Bengasi    |  |  |
| 11 | C | Abdullah Belaem    | 22 gennaio 1997  | 5  | 0  | Al-Ahli Tripoli    |  |  |
| 25 | C | Mohammed Al-Tohami | 31 maggio 1992   | 3  | 0  | Al-Madina          |  |  |
|    |   |                    |                  |    |    |                    |  |  |
| 17 | A | Moataz Al-Mehdi    | 9 agosto 1990    | 17 | 1  | Al-Ahli Tripoli    |  |  |
| 9  | A | Ibrahim Bodbous    | 3 agosto 1996    | 6  | 0  | Al-Ahly Bengasi    |  |  |
| 13 | A | Ahmed Al-Qadiri    | 26 marzo 1996    | 3  | 0  | Alittihad Misurata |  |  |
| 19 | A | Muad Eisa          | 8 maggio 1999    | 1  | 0  | Al-Ittihad         |  |  |